# Justus Menius
Justus Menius (eller Jodocus Menig), född den 18 december 1499 i Fulda, död den 11 augusti 1558 i Leipzig, var en tysk protestantisk teolog.
Menius blev predikant i Erfurt 1525 och i Gotha 1528, var på 1520- och 1530-talen livligt verksam som Thüringens reformator genom visitationer et cetera och på 1530- och 1540-talen deltagare i de flesta religionssamtalen i Tyskland. Efter sin gode vän Myconius blev han superintendent i Gotha 1546, indrogs i lutherska lärostriderna efter interim och blev som filippist i den majoristiska striden (betonande goda gärningars nödvändighet) häftigt angripen av gnesiolutheranerna.